# Semicytheridea
Semicytheridea is een geslacht van kreeftachtigen uit de klasse van de Ostracoda (mosselkreeftjes).

## Soorten
- Semicytheridea avita Kuznetsova, 1961 †
- Semicytheridea chapmania (Coryell, 1963) Coryell, 1963 †
- Semicytheridea spinifera (Chapman & Sherborn, 1893) Mandelstam, 1956